# Rumšiškės
Rumšiškės, polsky Rumszyszki, je město v seniorátu Rumšiškės (Rumšiškių seniūnija) v okrese Kaišiadorys (Kaišiadorių rajono savivaldybė) v Kaunaském kraji v Litvě. Nachází se také u Kaunaské přehrady (Kauno marios) na pravém břehu řeky Nemunas (Němen) v Regionálním parku Kauno marios (Kauno marių regioninis parkas).

## Další informace
První písemná zmínka o místě pochází z roku 1382 a před stavbou Kaunaské přehrady se rozkládalo níže. V roce 2021 zde žilo 1664 obyvatel. Město se nachází u dálnice A1. Rumšiškės je především známé Litevským skanzenem (Lietuvos liaudies buities muziejus) založeným roku 1974, který je největším skanzenem v Litvě a který také patří mezi největší skanzeny Evropy.

## Galerie

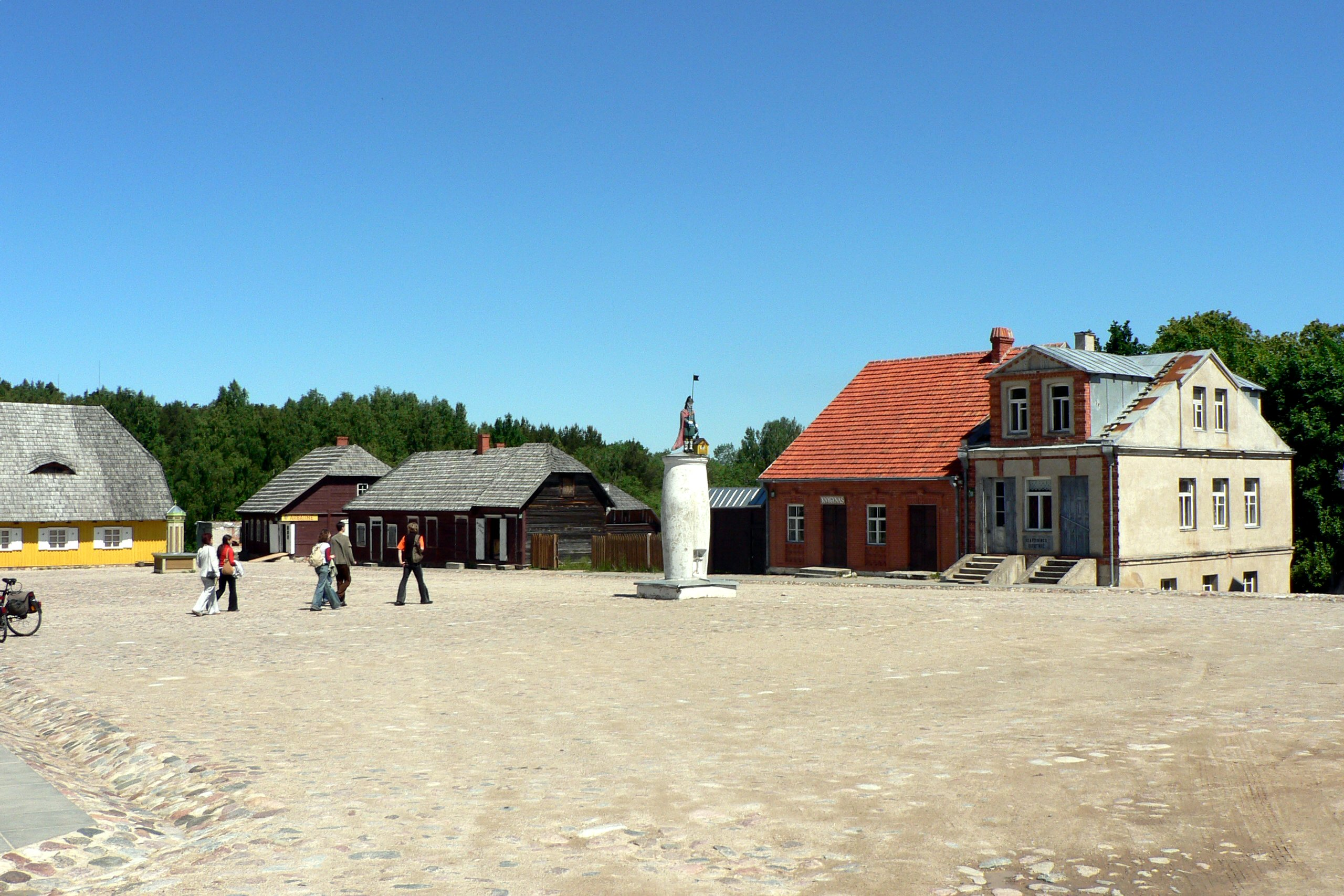
Litevský skanzen
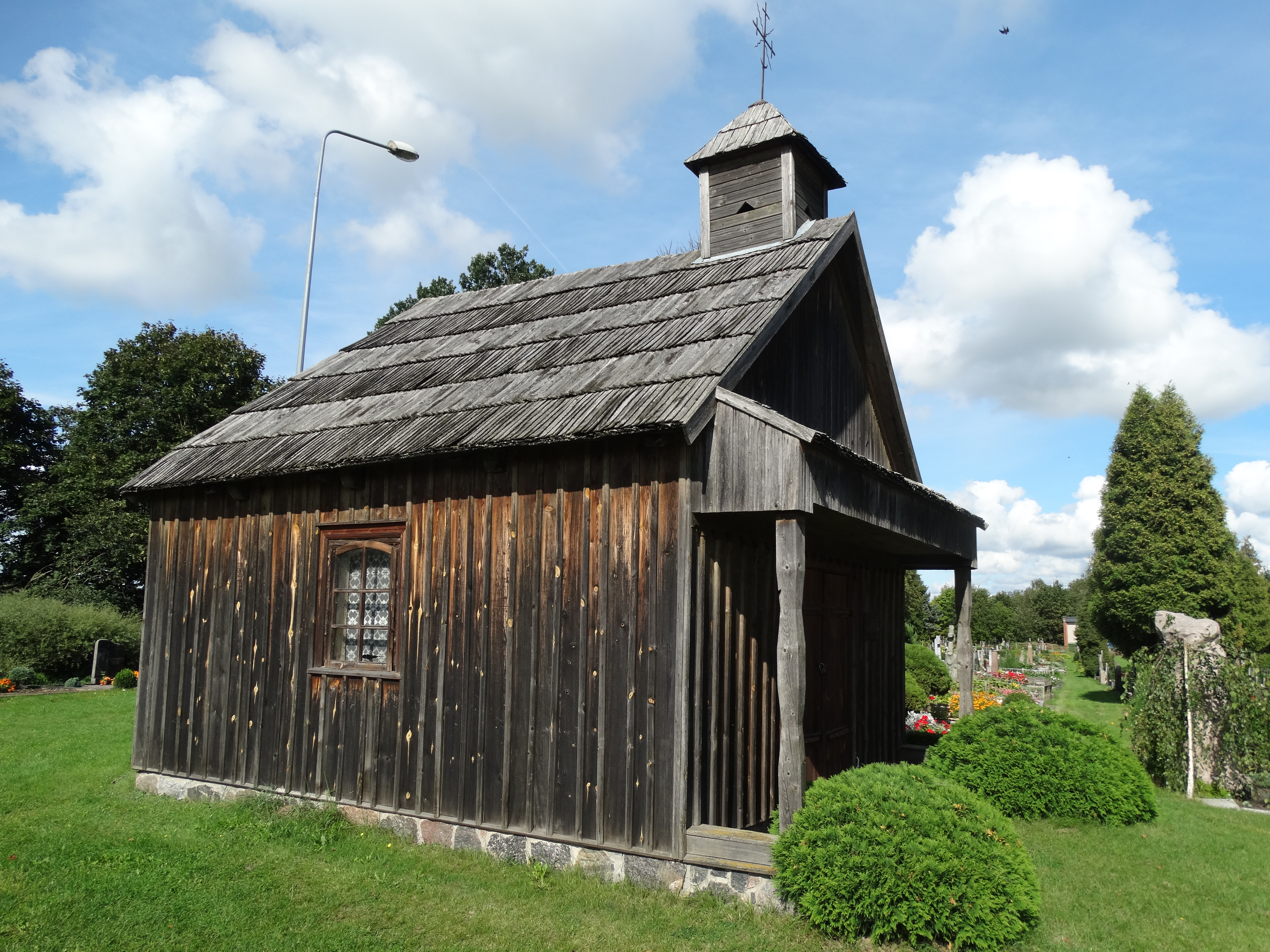
Litevský skanzen
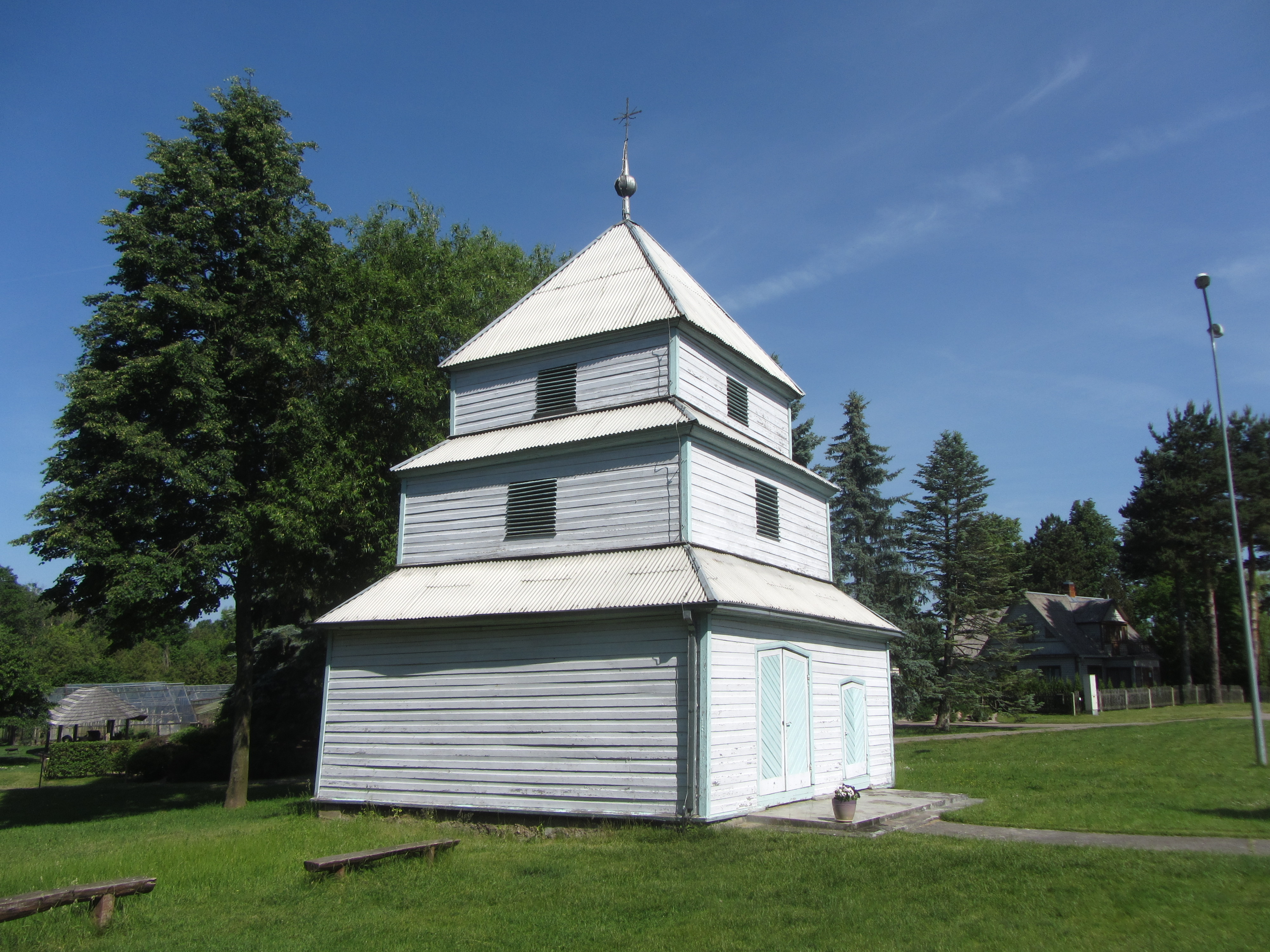
Litevský skanzen
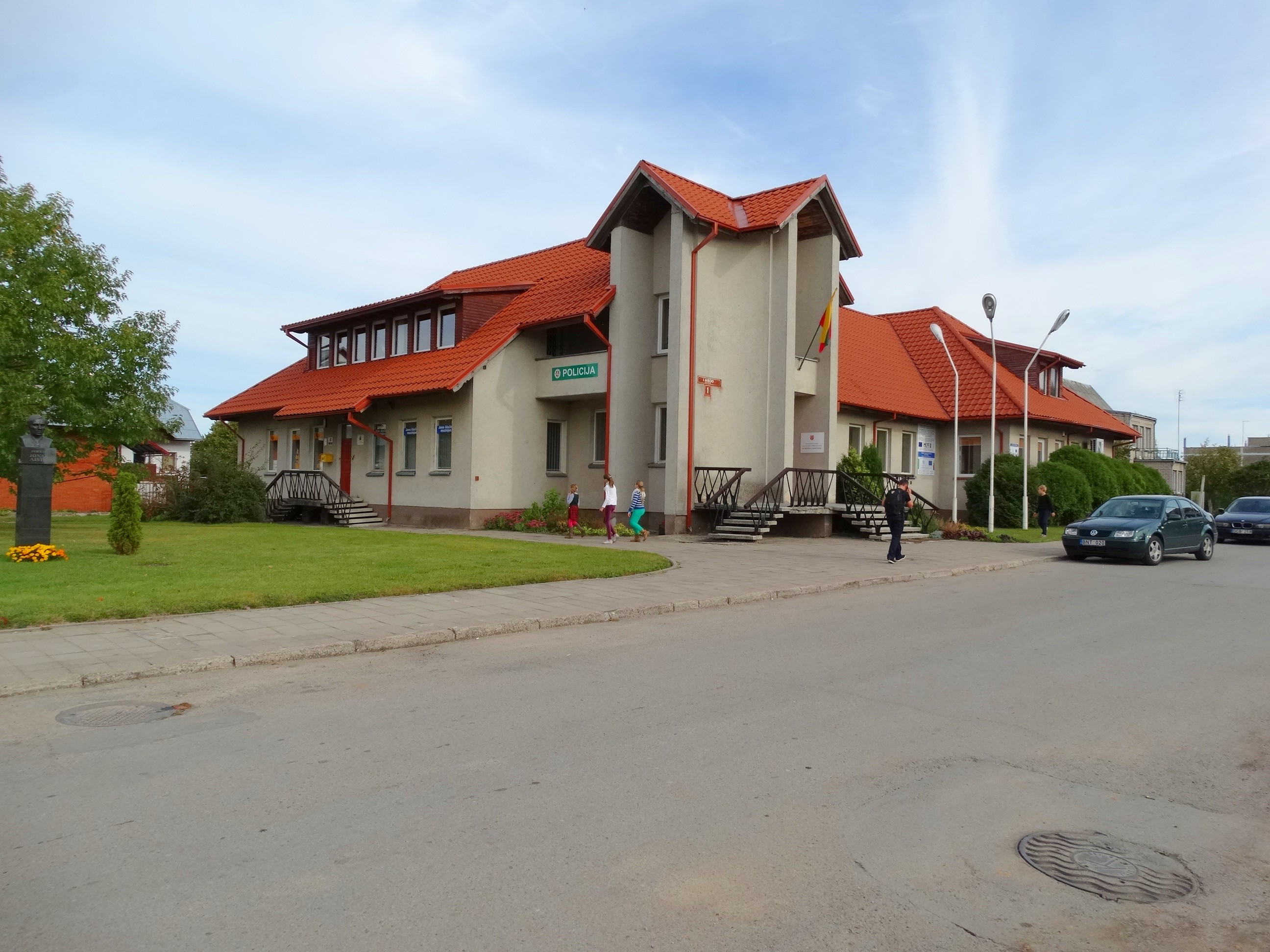
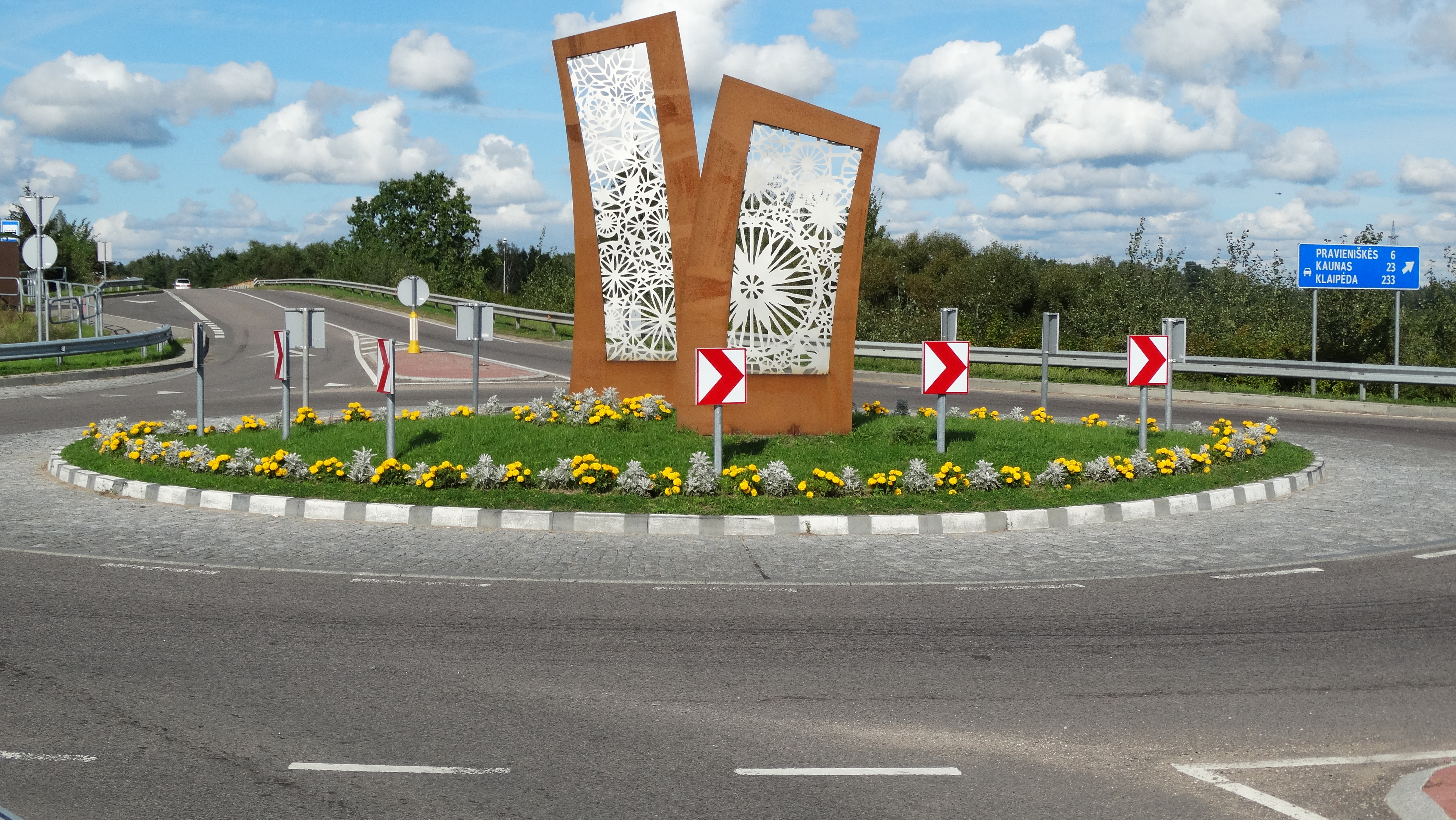
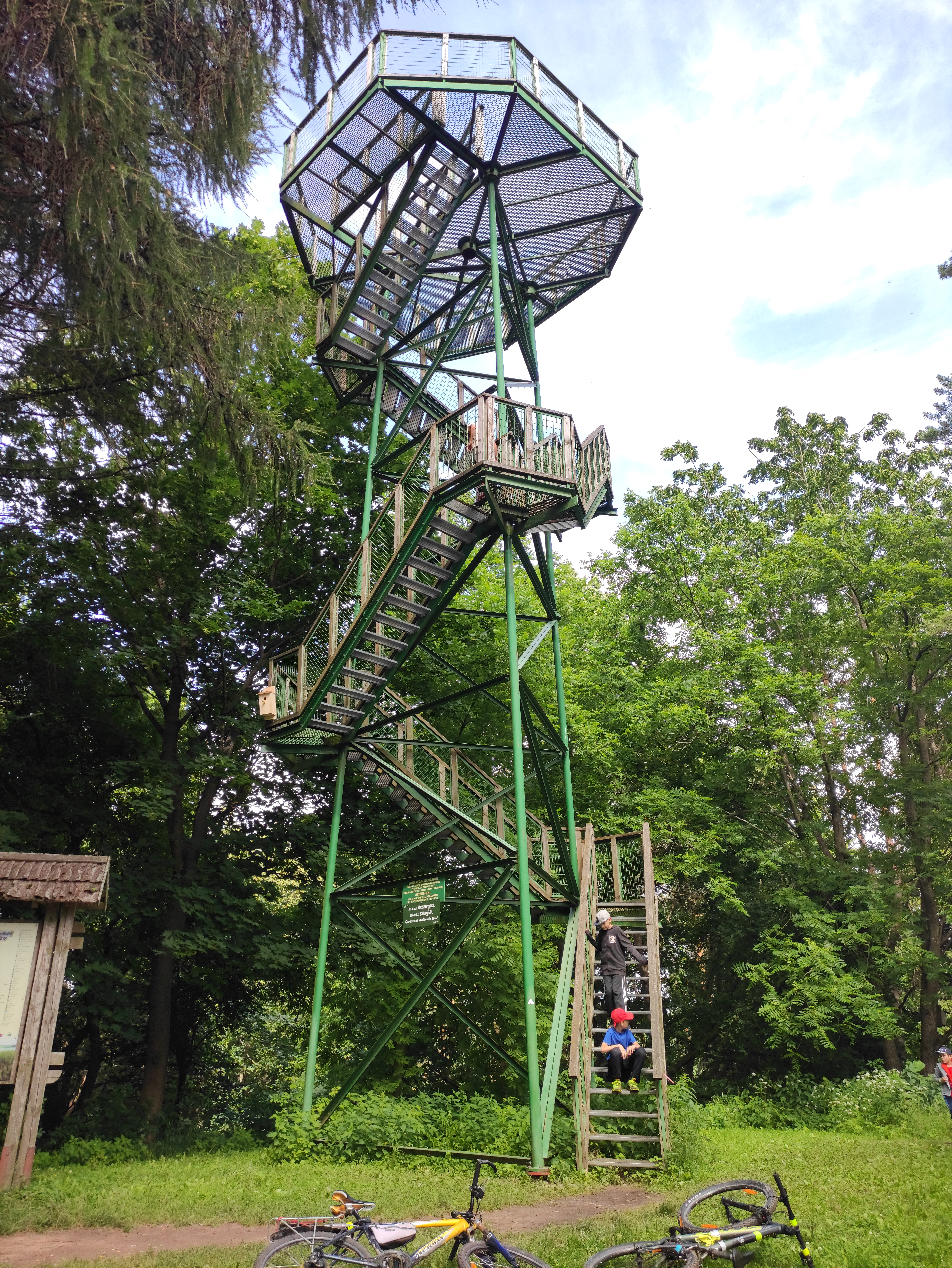
Rozhledna Rumšiškės